# Kell Brook
Ezekiel Brook, detto Kell (Sheffield, 3 maggio 1986), è un ex pugile britannico.
Soprannominato "The Special One" o "Special K", è stato detentore del titolo mondiale IBF dei pesi welter dal 2014 al 2017. In passato ha detenuto anche il titolo britannico di categoria.

## Biografia
Ezekiel Brook nasce il 3 maggio 1986 a Sheffield. Scopre la passione per il pugilato grazie al padre.
È sposato con Lindsey Myers, con la quale ha due figlie.

## Carriera professionale
Brook compie il suo debutto da professionista il 17 settembre 2004, sconfiggendo il connazionale Peter Buckley ai punti dopo sei riprese.
L'8 luglio 2016 viene annunciato un match contro l'imbattuto campione dei pesi medi Gennady Golovkin, previsto per il 10 settembre successivo presso l'O2 Arena di Londra. Brook compie così un doppio salto di categoria, per una sfida che lo vede come sfavorito. L'incontro viene trasmesso dalla HBO negli Stati Uniti e da Sky Box Office nel Regno Unito. L'incontro si dimostra subito in salita per Brook, scosso dai pesanti pugni del kazako già al primo round, anche se nelle riprese successive il britannico pare gestire meglio il match ricorrendo alle proprie doti tecniche e caratteriali. La sfida termina al quinto round, quando l'angolo di Brook decide di gettare la spugna per evitargli ulteriori punizioni, benché sembrasse ancora in grado di opporre resistenza. Per Brook arriva così la prima sconfitta da professionista in 37 incontri; ciò nonostante, la sua prova guadagna l'apprezzamento di numerosi esperti di settore. Al termine del match Brook viene portato in ospedale, dove gli viene rilevata una lesione della cavità oculare destra.